# Municipio de Cedar Island
El municipio de Cedar Island (en inglés: Cedar Island Township) es un municipio ubicado en el  condado de Carteret en el estado estadounidense de Carolina del Norte. En el año 2010 tenía una población de 327 habitantes.

## Geografía
El municipio de Cedar Island se encuentra ubicado en las coordenadas 34°59′58.6″N 76°14′37.68″O / 34.999611, -76.2438000.